# Vollenhovia brunnea
Vollenhovia brunnea är en myrart som beskrevs av Horace Donisthorpe 1947. Vollenhovia brunnea ingår i släktet Vollenhovia och familjen myror. Inga underarter finns listade i Catalogue of Life.